# خريبان (جبلة)

تعديل مصدري - تعديل

خريبان محلة تابعة لقرية بريح، التابعة لعزلة الشهلي بمديرية جبلة إحدى مديريات محافظة إب في الجمهورية اليمنية، بلغ تعداد سكانها 76 حسب تعداد اليمن لعام 2004.